# Skrúður
Die Insel Skrúður ist eine 160 m hohe Felseninsel vor dem Fáskrúðsfjörður, drei Kilometer östlich des Kaps Hafnarnes nördlich des Eingangs zum Fáskrúðsfjörður. Sie besteht aus Basalt und saurem Magmatit. Es herrscht ein reges Vogelleben auf ihr: 18 Vogelarten brüten auf der Insel. Früher wurden auf ihr Vögel gejagt und Eier eingesammelt. Die Insel ist seit 1995 geschützt. Skrúður gehört zu Vattarnes.

## Der Skrúðsbauer
Auf Skrúður wohnt der Sage nach der Skrúðsbauer. Das ist ein Troll, der den Bauern ihre Schafe stahl, wenn sie sie auf der Insel weiden ließen. Der Skrúðsbauer zauberte sich einmal eine Priesterstochter als Dienerin herbei. Sagen berichten, dass der Skrúðsbauer Seeleute vor dem Ertrinken gerettet habe.

## Vogelleben
Eine große Anzahl Vögel nistet auf der Insel. Der Papageitaucher ist der häufigste Nistvogel auf Skrúður – man rechnet mit 150.000 Papageitaucherpaaren. Alkenvögel wie die Trottellumme und die Dickschnabellumme sind häufige Nistvögel. Der Tordalk und die Gryllteiste sind seltener. Der Basstölpel begann 1943, dort seine Eier zu legen, und hat sich seither gut eingelebt. Der Eissturmvogel und die Dreizehenmöwe sind gängige Vögel auf den Felsen von Skrúður. Sowohl die Silbermöwe, als auch die Heringsmöwe und die Mantelmöwe sind auf der Insel gesichtet worden wie auch die Eiderente, der Wiesenpieper, die Bachstelze, die Schneeammer, die Graugans, der Rabe, der Wellenläufer und die Sturmschwalbe.

## Skrúðshellir
Auf der Insel gibt es eine große Höhle, die sich in eine äußere und eine innere Hälfte aufteilen lässt. Die vordere wird auf 3.200 m², die innere auf 2.600 m² eingeschätzt. Insgesamt misst sie 125 m in der Länge, 85 m in der Breite und die größte Höhe ist 22 m. In der Höhle nisten Papageitaucher. Früher ruderte man von Skrúður aus zum Fischfang. Da wohnten die Fischer in der Skrúðshellir.

## Syneta-Unglück
In der Nacht vom 25. auf den 26. Dezember 1986 lief das britische Tankschiff Syneta an den Klippen bei der Insel Skrúður auf Grund und sank. Es war dem Weg nach Eskifjörður. Dabei kamen alle zwölf Besatzungsmitglieder ums Leben. Sie kamen aus Großbritannien und von den Kapverden. Drei kapverdische Seeleute wurden auf dem Gufunes-Friedhof in Reykjavík beerdigt, vier britische Seeleute wurden in ihre Heimat übergeführt und fünf Seeleute blieben verschollen. 